# Regal Records (1921)

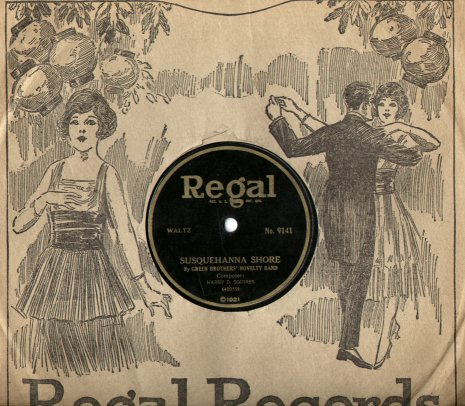
Die erste Platte der Regal Records

Regal Records war ein US-amerikanisches Plattenlabel der 1920er- und 1930er-Jahre.

## Geschichte
Regal wurde 1921 gegründet und veröffentlichte Masters der Emerson Records. Die meisten Platten wurden für 50 US-Cent in Warenhäusern verkauft. Bekannte Musiker, deren Aufnahmen bei Regal veröffentlicht wurden, waren unter anderem Fletcher Henderson, Eubie Blake, Original Memphis Five, Cab Calloway und Duke Ellington. Kurz nach der Gründung, im August 1922, wurde Regal durch die Scranton Button Company übernommen.
Scranton fusionierte 1929 zusammen mit anderem Plattenfirmen zu der American Record Corporation und folglich wurde auch Regal Records Teil dieses Konzerns. Erwähnenswerte Veröffentlichungen waren Singles von Jack und Irving Kaufman, Billy Murray, Roy Smeck, Rex Cole’s Mountaineers, Carson Robison und Frank Luther. 1931 wurde Regal Records von ARC eingestellt.

## Künstler
- Al Bernard
- Arthur Fields
- Franklyn Baur
- Frank Ferera
- George Hamilton Green
- Sam Lanin
- Vernon Dalhart
- Irving Kaufman
- Carson Robison
- Rex Cole’s Mountaineers
- The Radio Franks